# 孔布勒 (圣让德布赖县)
孔布勒（法語：Combleux，法語發音：[kɔ̃blø]）是法国卢瓦雷省的一个市镇，位于该省西部，卢瓦尔河右岸，属于奥尔良区。

## 地理
孔布勒（47°53'59"N, 1°59'26"E）面积1.1 平方千米，位于法国中央-卢瓦尔河谷大区卢瓦雷省，该省份为法国中北部省份，北起埃松省，西北接厄尔-卢瓦省，西南接卢瓦-谢尔省，南至涅夫勒省和谢尔省，东临约讷省，东北接塞纳-马恩省。
与孔布勒接壤的市镇（或旧市镇、城区）包括：圣让德布赖、谢西、圣但尼昂瓦勒。

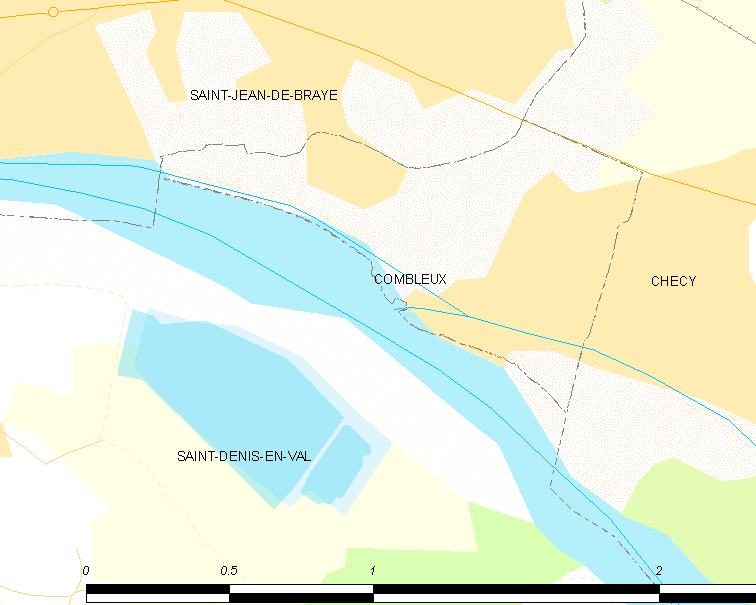
的OSM定位图

孔布勒的时区为UTC+01:00、UTC+02:00（夏令时）。

## 行政
孔布勒的邮政编码为45800，INSEE市镇编码为45100。

## 政治
孔布勒所属的省级选区为圣让德布赖县。

## 人口

1962-2008年间人口变化图示

孔布勒于2022年1月1日时的人口数量为524人。